# Google Chrome Canary
Google Chrome Canary es un navegador web de la familia de Google Chrome. Chrome Canary es una versión especial de Chrome que recibe actualizaciones por el canal “Canary”. Se dedica a recibir actualizaciones diariamente a partir de una compilación producida a las 09:00 UTC, que no han sido probadas y que tienden a ser inestables, pero ofrecen nuevas características antes que cualquier otra versión. 
Chrome Canary es el canal más actualizado. En algunos casos aparecen características que nunca salen de esta versión, por ser no útiles o porque no son de buena calidad.

## Historia
El 8 de enero de 2009, Google lanzó un nuevo sistema para publicar su navegador en tres distintos canales: Stable, Beta y Developer Preview (llamado el canal “Dev”). Antes de este cambio solo había dos canales: Stable y Beta. Todo usuario antes del canal Developer fue movido al canal Beta. Las razones que daba Google es que los canales Developer eran menos estables y menos pulidos.
El 22 de julio de 2010, Google anunció que aumentará la velocidad en nuevas versiones estables; ellos acortarían el ciclo de lanzamiento de trimestrales a seis semanas. El lanzamiento más rápido trajo un quinto canal: Chrome Canary. El nombre se refiere a usar canarios en minas de carbón, así, si un cambio “mata” a Chrome Canary, lo bloquearán de la versión developer. Canary será la versión más “herida de Chrome y una mezcla de Chrome Dev y las snapshot builds de Chromium”. 
Canary corre en paralelo con cualquier otro canal; no está vinculado a las otras instalaciones de Google Chrome y puede correr en diferentes perfiles de sincronizado, temas y preferencias del navegador. Esto garantiza que la funcionalidad de reserva se mantenga incluso cuando algunas actualizaciones de Canary puedan contener errores que rompan la versión. No incluye de forma nativa la opción de ser el navegador por predeterminado, aunque en Windows, Mac OS y Android puede establecerse a través de las Preferencias del Sistema. Canary era sólo para Windows al principio; una versión para Mac OS fue lanzada el 3 de mayo de 2011.